# Xenonlicht
Xenonlicht bezeichnet bei Kraftfahrzeugen den Einsatz einer Xenon-Gasentladungslampe im Abblendlicht beziehungsweise Fernlicht.

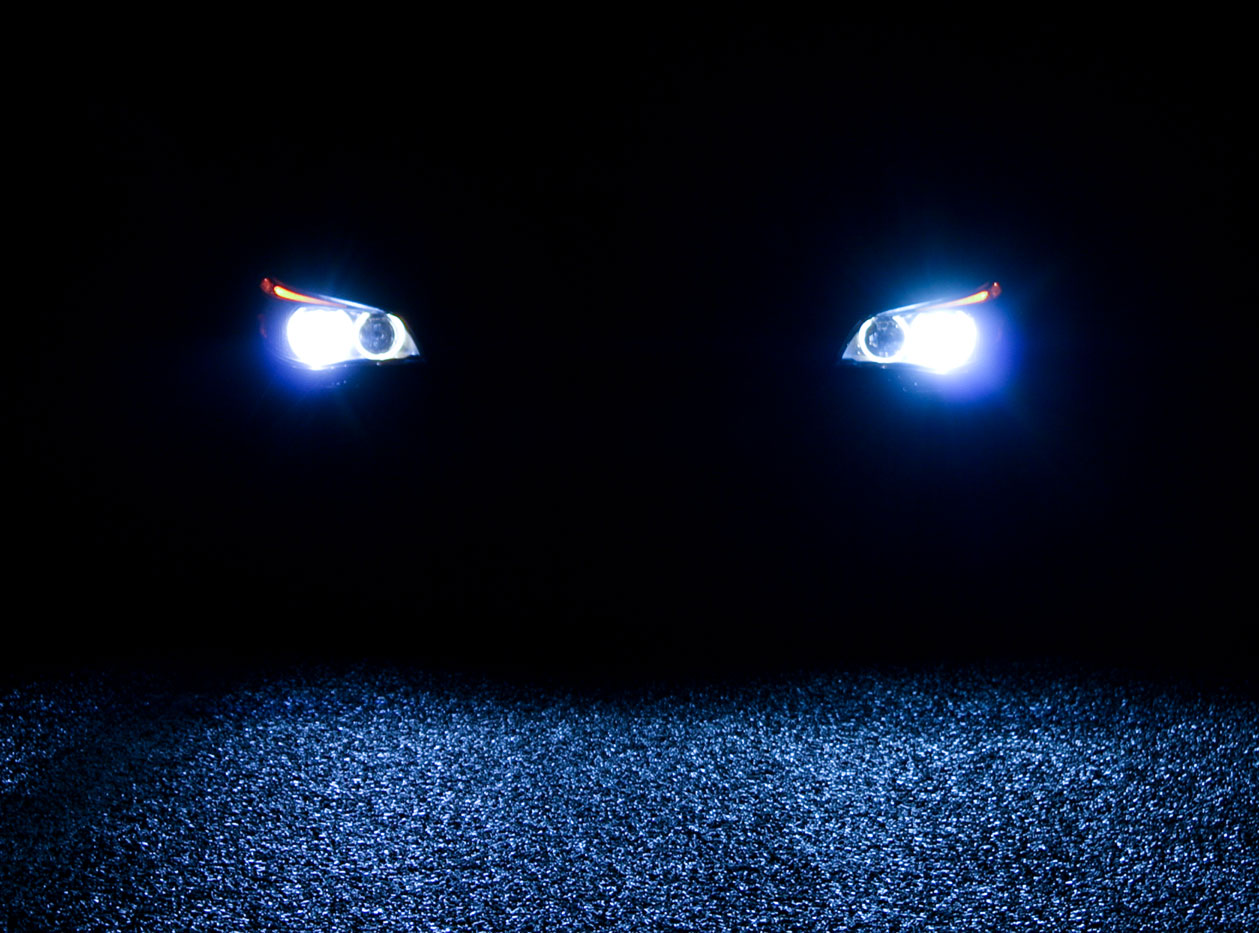
Xenonscheinwerfer

## Geschichte

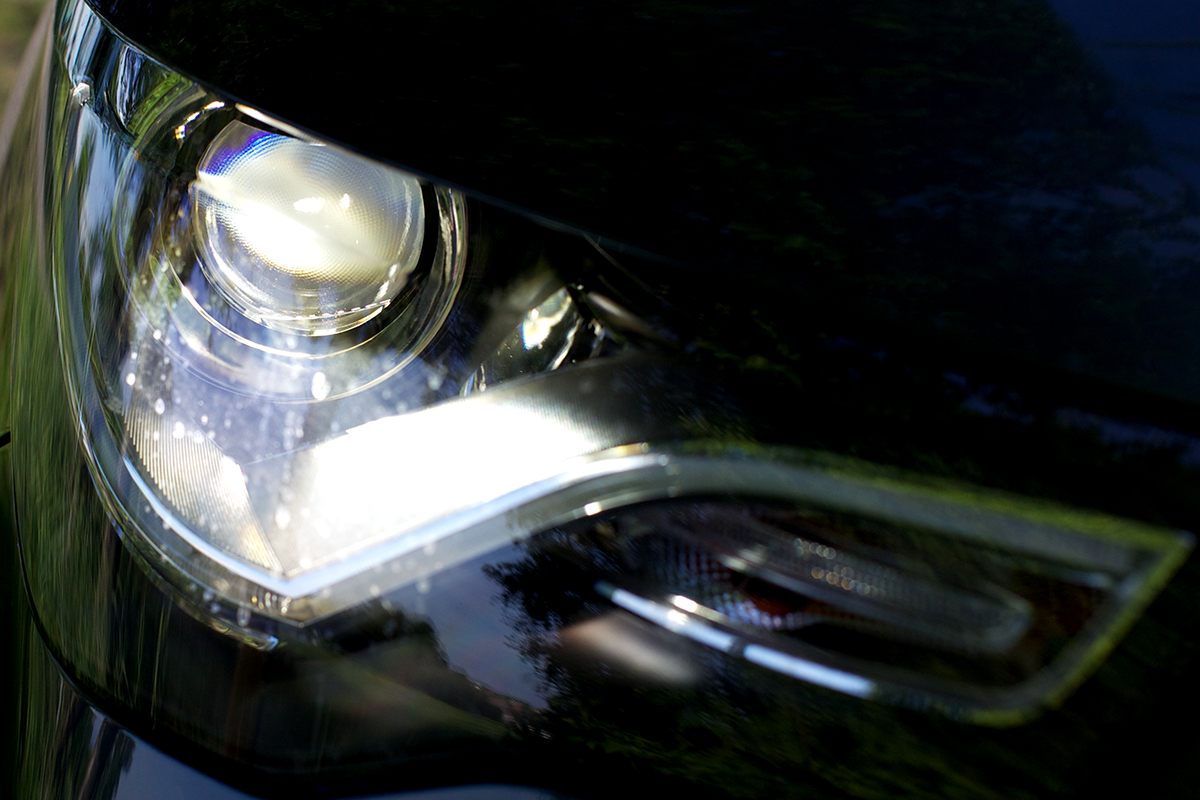
Xenonlicht-Projektionsscheinwerfer

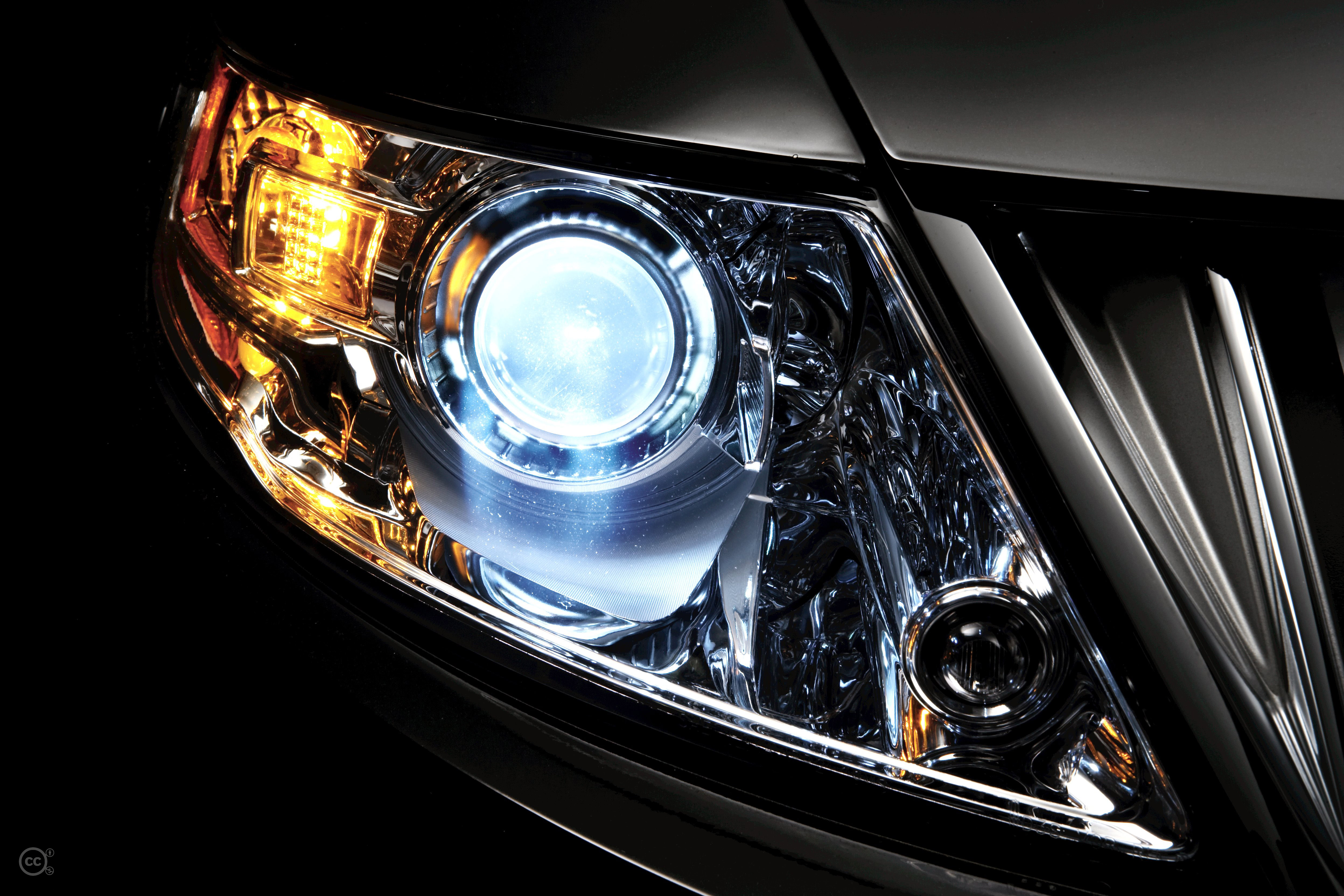
Bi-Xenon-Scheinwerfer

1989 entwickelte Philips die D1-Lampe, die später ebenso von Osram angeboten wurde. Ab 1991 waren für den 7er BMW aufpreispflichtige Gasentladungslampen (Bosch Litronic) als Xenonlicht erhältlich, zuerst ausschließlich als Abblendlicht. Seit 1994 wird die D2-Lampe im Audi A8 und im BMW E38 verwendet, sie wird heute noch in leicht abgewandelter Form produziert. Seit 1999 gibt es auch, zuerst im Mercedes-Benz CL, Xenon-Fernlicht in sogenannten Bi-Xenon-Scheinwerfern. Dabei wird für das Abblend- und Fernlicht dieselbe Lampe verwendet, wobei zur Umschaltung eine Blende aus dem Strahlengang geklappt und damit Fernlicht ermöglicht wird. Außerdem gibt es Xenonscheinwerfer mit integriertem Kurvenlicht, bei denen durch horizontal bewegliche Linsen eine verbesserte Ausleuchtung bei Kurvenfahrten erreicht werden soll.

## Verbreitung und Verfügbarkeit
Im Jahre 2007 waren in Deutschland 30 % der neuen Personenwagen mit Xenonscheinwerfern ausgestattet, laut DAT-Report 2008 etwa 15 % des gesamten Bestandes. Auch aktuell sind neben Xenon- auch Halogenscheinwerfer weiterhin Stand der Technik und haben einen hohen Anteil an den Neuzulassungen. 2015 waren 38 % der Neuzulassungen, 20 % der Gebrauchtwagen und 24 % des Fahrzeugbestandes mit Xenon-Licht ausgestattet. Die Ausstattungsrate in den unteren Fahrzeugklassen ist geringer als in der Oberklasse. Nachdem 2008 die ersten LED-Scheinwerfer in Serien-PKW auf den Markt gebracht wurden, steigt deren Verbreitung seit Mitte der 2010er Jahre auch in den unteren Fahrzeugklassen immer weiter an und ersetzen die Xenon-Scheinwerfer.
Bei Bussen im Reiseverkehr ist die Ausstattungsquote bei Neuzulassungen hoch, bei Lkw und Linienbussen dagegen gering.
Mit Aufkommen der LED-Scheinwerfer seit etwa 2013 nahm die Verwendung von Xenonlicht ab.

## Aufbau und Funktionsweise

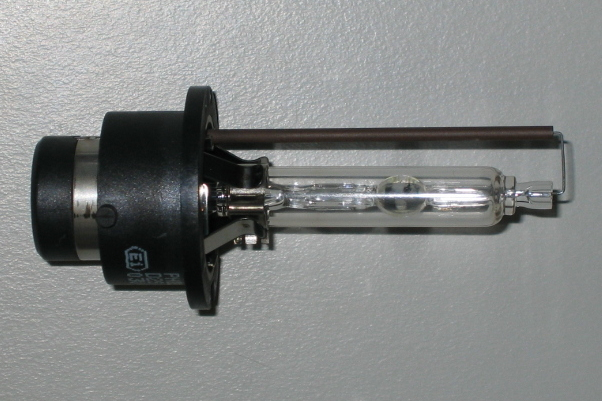
Defekter D2S-Xenonbrenner

Elektronisches Vorschaltgerät (EVG)

Wie bei Halogenlicht wird Xenonlicht in einem Kunststoffgehäuse generiert, welches einen Reflektor, einen Lampensockelträger und eine farblose Abdeckung enthält (je nach Hersteller kommt eine Linsenoptik hinzu). In diesem Träger ist die Xenonlampe nach erfolgter Montage automatisch korrekt fixiert, zentriert und hat elektrisch Kontakt nach außen, also ins Innere des Motorraums. Außerhalb des Gehäuses ist die Kontaktierung so ausgeführt, dass ein Vorschaltgerät über einen Stecker angeschlossen werden kann. Die Lampe selbst besteht aus einem Glaskolben mit elektrischen Durchführungen, die wie bei jeder Lampe im Lampensockel enden. Im Glaskolben ist eine Metallkonstruktion mit zwei Wolfram-Elektroden angeordnet, zwischen denen sich ein konzentrierter Lichtbogen ausbilden kann.
Der kleine Brennraum um die Elektroden herum (ugs. „Brenner“ genannt) – ein Glaskolben aus Quarzglas – enthält eine Xenon-Gasfüllung unter hohem Druck sowie Quecksilber (s. u. Unterschiede der Lampenkategorien) und Metallhalogenide – insgesamt weniger als ein Milligramm. Die Metallhalogenide sind für eine Verbesserung der Farbwiedergabe vorhanden. Das Xenongas sorgt für einen beachtlichen Lichtstrom kurz nach dem Zünden und ist u. a. für das relativ schnelle „Hochfahren“ der Lampe verantwortlich, was im Straßenverkehr eine wichtige Rolle spielt. In herkömmlich genutzten Halogenmetalldampflampen wird meist Argon als Startgas genutzt, mit dem diese aber mehrere Minuten brauchen, um einen nennenswerten Lichtstrom zu liefern bzw. den gesamten zu erreichen. Anwendungstechnisch gesehen ist daher die Xenonlampe eine verbesserte Halogenmetalldampflampe. Es gibt Varianten, welche auch ohne Quecksilberanteil in der Füllung auskommen.
Für das Zünden (Einschalten) ist ein Hochspannungsimpuls erforderlich, den eine Zündeinheit über ein elektronisches Vorschaltgerät (EVG, englisch electrical ballast) erzeugt. Das EVG sorgt anschließend für eine Lichtstromregelung. Ist keine Zündung mehr möglich, sind entweder die Elektroden verschlissen (d. h. zu kurz und der Funke kann aufgrund des höheren Abstandes nicht mehr überspringen) oder das Gas ist soweit entwichen, dass die Regelung das wegen des zu niedrigen Gasdrucks nicht mehr ausgleichen kann. Die Vorschaltelektronik ist in der Lage, diesbezügliche Fehlfunktionen zu erkennen und auch bei Defekt flackerfrei zu arbeiten, d. h. Einschaltversuche, die immer wieder fehlschlagen würden, zu vermeiden.
Abblend- und Fernlicht werden dergestalt erzeugt, dass durch Betätigung einer klappbaren Blende der Lichtaustritt an der Oberseite begrenzt wird. Das bedeutet, dass durch einfaches Wegschwenken dieser Blende nach oben Fernlicht und durch Zurückschwenken dieser Klappe nach unten Abblendlicht herbeigeführt wird. Der Werbebegriff lautet Bi-Xenon, weil sich Xenonlicht auf beide Lichtfunktionen bezieht. Wenn zwei Lampensockel in einem Frontscheinwerfer vorhanden sind, wird üblicherweise das Abblendlicht über eine Xenonlampe erzeugt und Fernlicht über eine Halogenlampe. Die Nachteile der Xenonlampen verhindern bisher den flächendeckenden Einsatz als reines Fernlicht über die Zweitlampe (Doppel-Xenon), zumal die Konstruktion äußerst aufwändig ggü. der simplen Blende bei Bi-Xenon ist. Fahrzeuge mit zwei Doppel-Xenon-Scheinwerfern bräuchten also vier solcher Lampen und demnach auch vier Vorschaltgeräte.
Damit die Gasentladungslampe an Kraftfahrzeugen im Straßenverkehr zum Einsatz kommen kann, muss der normalerweise langsame Lichtanlauf beschleunigt werden. Der dafür notwendige Ablauf kann in drei Phasen beschrieben werden:
1. Zündung: Mit einem Hochspannungsimpuls wird – ähnlich wie bei einer Zündkerze – ein Funke erzeugt, der das ursprünglich elektrisch nicht leitende Gas ionisiert und dadurch einen leitfähigen Tunnel zwischen den Wolfram-Elektroden schafft. In diesem ist der elektrische Widerstand klein genug, um einen Lichtbogen zwischen den Elektroden aufrechtzuerhalten.
2. Anlaufphase: Die Lampe wird mit kontrollierter Überlast betrieben, um die Erwärmung und damit den Lichtstromanstieg zu beschleunigen. Steigt die Temperatur im Kolben an, beginnen die vorhandenen Metallhalogenide zu verdampfen, wodurch sich die Lichtfarbe ändert. Der Dampfdruck in der Lampe nimmt dabei ebenfalls zu. Weiterhin sinkt der Widerstand zwischen den Elektroden, was das EVG erkennt und den ansteigenden Strom so weit ausregelt, bis der Dauerbetrieb erreicht ist.
3. Dauerbetrieb: Alle Metallhalogenide sind in der Dampfphase, der Lichtbogen hat seine endgültige Form und der Lichtstrom seinen Nennwert erreicht. Die zugeführte elektrische Leistung wird permanent geregelt, damit der Lichtbogen beständig und damit flackerfrei bleibt.

Zum Betrieb einer Xenonlampe ist ein elektronisches Vorschaltgerät notwendig. Diese Vorschaltgeräte sind als Steuergeräte für Bordnetze von 12 und 24 V ausgelegt und können Lampen mit 25, 35 oder 50 W betreiben. Das Zünden der auch Brenner genannten Lampe geschieht mit einem Spannungsimpuls von bis zu 25.000 Volt. Bis zum Erreichen des vollen Lichtstroms kann eine Zeitspanne von bis zu 15 Sekunden notwendig sein. Dabei fordern die Zulassungskriterien für Kraftfahrzeuge, dass nach dem verzugslosen Einschalten (Zünden) mindestens 25 % des Soll-Lichtstromes nach 1 Sekunde und mindestens 80 % des Soll-Lichtstromes nach 4 Sekunden erreicht werden. Beim Warmstart muss nach verzugsloser Zündung 80 % des Soll-Lichtstromes bereits nach einer Sekunde erreicht werden. Bis sich die Betriebsfarbtemperatur eingestellt hat, können bis zu 30 Sekunden vergehen.
Durch den Lichtbogen steigt der Druck der Xenon-Edelgasfüllung in einem Brenner von etwa 20 bar (2 MPa) auf bis zu 100 bar (10 MPa) im Betrieb. Im Normalbetrieb wird die Lampe häufig mit etwa 85 Volt bei 400 Hertz Rechteckschwingung betrieben. Neuere quecksilberfreie Lampen arbeiten bei etwa 42 Volt. Die elektrischen Betriebsparameter sind von der erbrachten Gesamtbrenndauer (Lebensdauer) und dem Zustand der Lampe (kalt, warm, heiß) abhängig. Die Koordinaten im CIE-Normvalenzsystem einer Lampe (Farbort, -temperatur) verändern sich mit zunehmender Gesamtbrenndauer der Lampe. Die bei der Zündung entstehenden UV-Anteile werden – um Schädigungen an anderen Komponenten (z. B. Polykarbonat-Linsen) zu vermeiden – über eine UV-absorbierende Schicht oder Dotierung des Brenners gefiltert. Die Vorschaltgeräte generieren durch Leistungselektronik aus dem Kfz-Bordnetz eine Wechselspannung. Der Entladungsstrom des Lichtplasmas wird – unabhängig von der Versorgungsspannung – durch sie gesteuert. Der Wirkungsgrad dieser Vorschaltgeräte liegt bei etwa 90 %. Bei den so genannten Steckerstartern befindet sich zur Vermeidung von EMV-Problemen die Zündeinheit so nah wie möglich an der Lampeneinheit.

## Vergleich zwischen Glühlampen-, Halogenglühlampen- und Xenonlicht
Kfz-Xenonlampen sind Linienstrahler (siehe auch Lichtspektrum), deren Spektrallinien jedoch durch Druckverbreiterung und Zusatzstoffe fast zu einem Kontinuum verschmelzen. Einige Linien liegen auch im Ultraviolett-Bereich. Die Mischung der Linien ergibt die scheinbare Farbe – sie ist bläulicher als das Licht von Halogenglühfadenlampen. Halogenglühlampen strahlen ein kontinuierliches Spektrum ab, das weit in den Infrarot-Bereich hineinreicht; eine normale Glühlampe gibt etwa 85–95 % ihrer Leistung als Wärme ab, nur 5–15 % stehen als sichtbares Licht zur Verfügung (→ Glühlampe, Halogenglühlampen sind diesbezüglich etwas effizienter). Das Licht einer Xenon-Lampe wirkt durch die höhere Farbtemperatur kälter als das einer Glühlampe, durch eine Anreicherung mit Chemikalien lässt sich die Farbtemperatur jedoch in Richtung rot oder violett steuern (Beispiel: Durch die Hinzugabe von Natrium geschieht die Absenkung der Farbtemperatur in den neutralweißen bzw. warmweißen Bereich, solch eine Lampe wirkt damit angenehmer). Xenonlampen haben eine deutlich höhere Lichtausbeute als Glühlampen. Die Haltbarkeit von Xenonlampen beträgt etwa das Vierfache der Haltbarkeit von Halogenlampen.
Mit der Zusatzbezeichnung „Xenon“ verkaufte Halogenglühlampen besitzen, um das Licht bläulich erscheinen zu lassen, entweder einen auf den Kolben aufgedampften Farbfilter (Interferenzfilter) oder der Glaskolben selbst ist aus blauem Glas, um die höhere Farbtemperatur der Xenonentladungslampen nachzuahmen. Durch Beschneiden des Spektrums um langwellige Anteile wird der Lichtstrom der Lampe jedoch reduziert. Eine wirklichkeitsgetreue Nachahmung gelingt hierbei in der Regel trotzdem nicht, zumindest gegenüber Xenonlampen mit kaltweißer (~ 4.000 Kelvin) oder noch höherer Farbtemperatur.

## Unterschiede der Lampenkategorien
Xenonlampen werden in die ECE-Kategorien D1, D1S, D1R, D2S, D2R, D3S, D3R, D4S, D4R und D-H4R eingeteilt. Das Kürzel D steht dabei für Discharge (Entladung), die nachfolgende Ziffer für die jeweilige Entwicklungsversion. Lampen mit der Spezifikation DxS werden in Scheinwerfern mit Projektionssystemen verwendet. Sie verfügen über einen klaren Glaskolben. Lampen mit der Spezifikation DxR werden in Reflektorscheinwerfern verwendet und haben einen lichtundurchlässigen Aufdruck (Pinstrip – auch Abschatterlackierung genannt) auf dem Glaskolben. Er dient dazu, die behördlich vorgeschriebene Lichtverteilung zu gewährleisten.
- D1-Lampen verfügen über einen Brenner mit integrierter Zündhilfe.
- D2-Lampen bestehen nur aus dem gesockelten Brenner (ohne integrierte Zündhilfe, Zündung erfolgt elektrisch über das Vorschaltgerät).
- D3- und D4-Lampen sind quecksilberfreie Varianten der D1- und D2-Lampen.

Ein Austausch von D1- oder D2- gegen D3- bzw. D4-Variante ist nicht möglich, da diese eine andere Betriebsspannung erfordern. Ein Zünden ist zwar zumeist möglich, allerdings besitzen D3- und D4-Lampen Betriebsspannungen von 42 V AC und im Gegensatz dazu D1- und D2-Lampen eine Betriebsspannung von ca. 85 V AC bei gleicher elektrischer Leistung. Somit verdoppelt sich der notwendige Betriebsstrom, wofür die Vorschaltgeräte von D1- und D2-Lampen nicht ausgelegt sind. Um Verwechslungen zu vermeiden, verwenden D3- und D4-Lampen eine andere Lampenfassung. Außerdem gibt es für die D2S und D2R Codierungen im Sockel, so dass diese nicht verwechselt werden können.
Xenonlampen mit der Bezeichnung D1 stellen die zuerst entwickelten Xenonlampen dar. Nur diese besitzen im Gegensatz zu allen anderen Entwicklungsstufen keinen, das Entladungsrohr schützenden, äußeren Glaskolben. Alle Weiterentwicklungen dieser Typs besitzen einen UV-Schutzkolben. Sie sind auch von der Bauform wesentlich stabiler. Sehr oft wird die alte D1 mit den späteren D1-S/R-Lampen verwechselt, die ein integriertes Zündmodul enthalten. Spricht man heute von einer D1-Lampe, ist in der Regel die aktuelle Bauform mit integriertem Zünder gemeint.

## Vorteile
- Helleres Licht: Xenonlampen erreichen deutlich höhere Lichtströme als herkömmliche Halogenlampen (H7 = max. 1500 lm, D2S-Xenon (Farbtemperatur 4200 K) etwa 3200 lm).
- Geringerer Energieverbrauch: Im Dauerbetrieb haben Xenonlampen eine geringere Leistungsaufnahme (35 Watt gegenüber 55 Watt bei den herkömmlichen Halogenlampen, z. B. H4 oder H7) und eine höhere Lichtausbeute (D2S etwa 91 lm/W gegenüber H7 etwa 26 lm/W)
- Höhere Lebensdauer: Die mittlere Lebensdauer einer Xenonlampe beträgt 2000 Stunden im Vergleich zu einer H7-Halogenlampe mit 450 Stunden. Diese durchschnittliche Lebensdauer wird in Deutschland unter Verwendung eines vom KBA definierten Prüfzyklus ermittelt, der die Nutzungsbedingungen der Lampe im Straßenverkehr nachbilden soll.
- Höhere Leuchtdichte der eigentlichen Lichtquelle (D1S/D2S ca. 90 Mcd/m², H7 etwa 30 Mcd/m²), dadurch kleinere Scheinwerferoptik möglich.
- Weniger starke Erhitzung, was kompaktere Bauformen der Scheinwerfer ermöglicht (Ellipsoid-Reflektoren und Sammellinsen).
- Tageslichtähnliche Lichtfarbe, höhere Farbtemperatur als Glühlampenlicht (Licht mit erhöhten Blauanteilen macht munterer und steigert die Konzentrationsfähigkeit.[5])

## Nachteile
- Die Anschaffungskosten für Xenonlicht übertreffen – je nach Fahrzeugnutzung – oft die durch den besseren Wirkungsgrad eingesparten Kraftstoffkosten.
- Die Systemkomplexität ist bei Xenonlicht durch die notwendige automatische Leuchtweitenregulierung, die Scheinwerferreinigungsanlage sowie Vorschalt- und Zündgerät im Vergleich zu Halogenlicht wesentlich höher und bedingt dadurch auch höhere Ersatzteilkosten und erhöhten Platzbedarf.
- Wartung und Austausch von Lampen und Vorschaltgeräten erfordern zusätzliche Fachkenntnisse und Sicherheitsvorkehrungen.
- Mehr Blendung des Gegenverkehrs. Zwar ist für Xenon-Systeme eine automatische Leuchtweitenregulierung vorgeschrieben, jedoch hat diese keinen Einfluss auf eine eventuell fehlerhafte Grundeinstellung des Scheinwerfers, die durch Wartung oder Tausch der Lampen entstehen kann. Bedingt durch den hohen Lichtstrom und die höhere Leuchtdichte des Xenonscheinwerfers kommt es im Vergleich zu Halogenscheinwerfern situationsbedingt (an Hügelkuppen sowie infolge des asymmetrischen Lichtkegels in Rechtskurven) immer zu größerer Blendung des Gegenverkehrs. Regelungssysteme neuerer Scheinwerfersysteme berücksichtigen dabei den Straßenverlauf besser als frühere Systeme.
- Auch hochgebaute Fahrzeuge (z. B. sog. SUV) blenden eher, da die Scheinwerfer in größerer Höhe angebracht sind (2019 waren 1/3 der in der Bundesrepublik zugelassenen Fahrzeuge SUV und Geländewagen).[6]
- Die Farbtemperatur des Lichtes kann sich zum Ende der Lebensdauer hin ändern. Bei Druckverlust im Glaskolben ist eine Verschiebung in Richtung Rot zu beobachten, was über warmweißes Licht bis zur Rosafärbung wahrnehmbar ist.
- Der Lichtstrom nimmt mit steigender Betriebsdauer (Alterung) stärker ab als bei einer Halogenlampe, ist jedoch meist immer noch über der Halogenlampe. Im Detail: Während sich die Lichtstärke bei Glühlampen am Lebensdauerende (nach ca. 450 Stunden bei einer H7) auf etwa 80 % Leuchtkraft reduziert (bei einer H7 von etwa 30 auf 24 Mcd/m²), fällt sie bei Xenonlampen nach ca. 2000 Stunden auf ca. 50 Mcd/m² ab.
- Erhöhte Umweltbelastungen durch Quecksilber (sofern enthalten) und Elektronik, da sich die problematischen Inhaltsstoffe nur aufwendig oder überhaupt nicht wiedergewinnen lassen. Obwohl zwei führende Hersteller, Philips und Osram, quecksilberfreie Xenonlampen anbieten, werden diese nicht von allen Fahrzeugherstellern verbaut.
- Bei Nebel und schlechter Sicht wirkt sich der hohe Blauanteil negativ auf den Kontrast und die Sichtweite aus, da kurzwelliges Licht an Nebel und Dunst stärker gestreut wird als das langwelligere Glühlampenlicht.

## Diskussion um Xenonlicht
Die Verwendung von Xenonlicht ist umstritten, auch bedingt durch die höheren Anschaffungskosten sowohl beim Kauf eines Neuwagens als auch beim Ersatz defekter Lampen. Letztere Kosten relativieren sich jedoch geringfügig durch eine deutlich höhere Lebensdauer gegenüber Halogenlampen. Die höhere Lichtausbeute, die größere beleuchtete Fläche und die kontrastverstärkende Wirkung bei guten Sichtverhältnissen sind Verkehrssicherheit steigernde Vorzüge, die jedoch nur in wenigen Fahrzeugmodellen serienmäßig sind.
Laut einer Studie des TÜV Rheinland würden sich bei einem flächendeckenden Einsatz von Xenonlicht 50 % der schweren Unfälle bei Nacht auf Landstraßen und 30 % der schweren Unfälle auf Autobahnen (und damit 18 % der Todesopfer) vermeiden lassen. Diese Studie basiert auf offiziellen Zahlen der Bundesanstalt für Straßenwesen, wurde allerdings von einer Initiative der europäischen Beleuchtungshersteller in Auftrag gegeben und finanziert, ohne dass diese Tatsache in dem veröffentlichten Material offen ausgewiesen wurde. Es wurde nicht ermittelt, ob und wenn ja, wie viele zusätzliche Unfälle durch Blendwirkung zu erwarten wären.
Bei Messung oberhalb der Scheinwerferachse darf Xenonlicht nicht stärker als konventionelles Halogenlicht blenden. Bei fehlerhaft eingestellten Scheinwerfern oder in bestimmten Fahrsituationen (Fahrt über eine Kuppe oder eine Bodenwelle sowie bei versehentlich eingeschaltetem Xenon-Fernlicht bei Gegenverkehr) ist die Blendwirkung deutlich höher als bei Halogenscheinwerfern. Ein entgegenkommender Fahrer empfindet das meist als unangenehm. Da ein höherer Leuchtenlichtstrom bei regennasser Fahrbahn eine vergrößerte Blendwirkung bedeutet, geht jede Verbesserung aus Fahrersicht zu Lasten des Entgegenkommenden.
Der Verkehrsexpertentag empfiehlt Xenonlicht für mehr Sicherheit im Straßenverkehr.

## Vorschriften für den nachträglichen Einbau in Kraftfahrzeuge

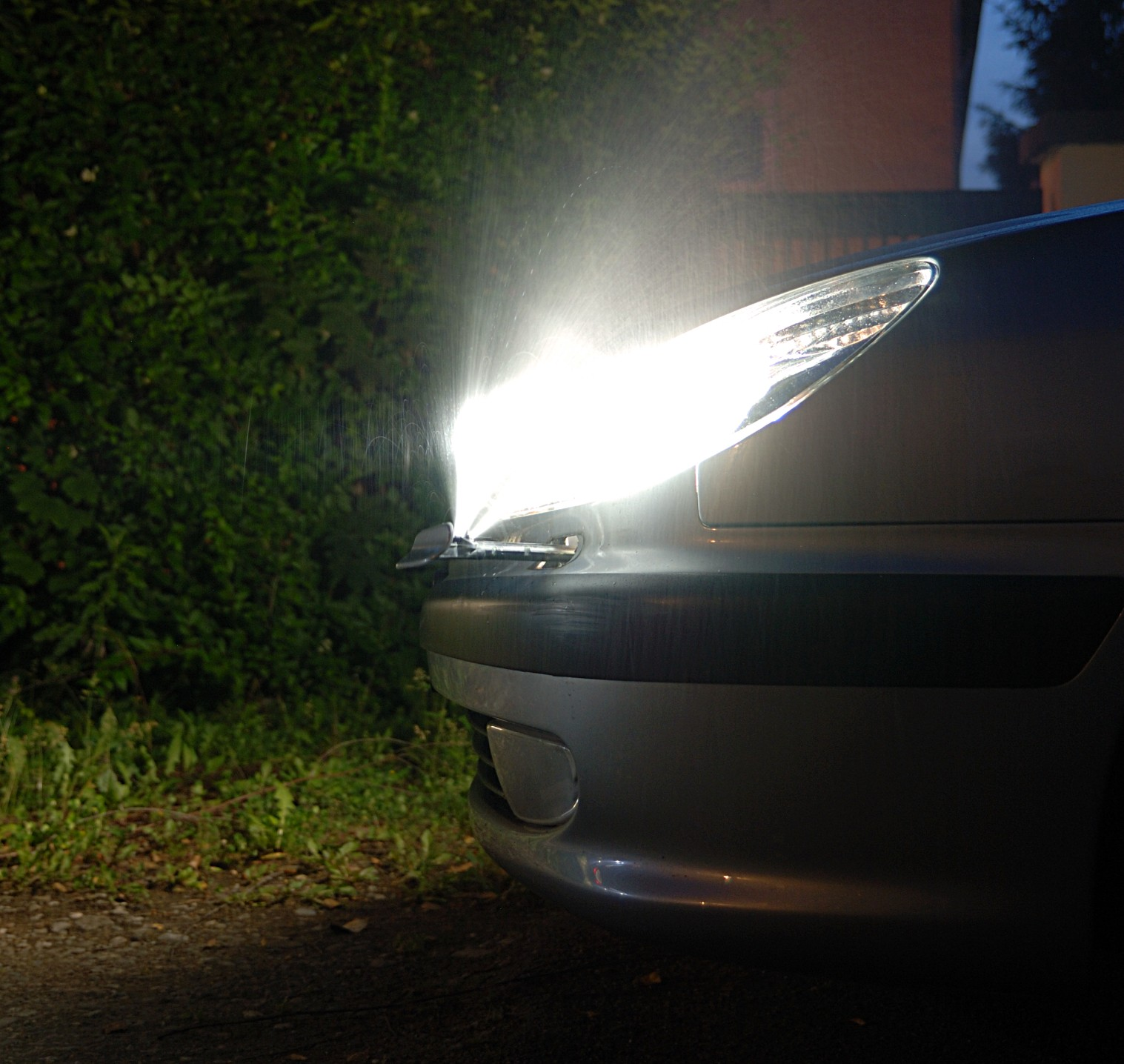
Eine Scheinwerferreinigungsanlage

- Die Gasentladungslampe muss der ECE-Regelung 99[10] entsprechen.
- Der Scheinwerfer muss der ECE-Regelung 98[11] entsprechen.
- Der Anbau des Scheinwerfers am Kraftfahrzeug muss der ECE-Regelung 48[12] entsprechen. Dabei werden eine automatische Leuchtweitenregulierung und eine Scheinwerferreinigungsanlage bei Lichtquellen mit mehr als 2000 Lumen gefordert. Das betrifft die konventionellen (35 W) Xenon-, aber auch LED-Scheinwerfer, bei denen es technologiebedingt eine weitere Leistungsspanne gibt. Die 35-W-Lampen des Standards D1, D2, D3 und D4 geben einen Lichtstrom von > 2000 lm ab. Eine 25 W leistende D8/D5-Lampe bleibt dagegen unter dieser Schwelle.
- Die Scheinwerferreinigungsanlage muss der ECE-Regelung 45[13] entsprechen.
- Für Fern- und Abblendlicht gelten die Vorschriften gem. § 50 Abs. 10 StVZO

Hinweise zur Nachrüstung:
Für alle lichttechnischen Einrichtungen an Kraftfahrzeugen gilt: Die Art der Lichtquelle (z. B. Glühlampe, Halogenlampe, Xenonlampe, LED) ist immer Bestandteil der Typ-Zulassung eines Scheinwerfers. Daraus folgt:
- Die Gasentladungslampen dürfen nur in dafür typgeprüften und zugelassenen Scheinwerfern verwendet bzw. eingesetzt werden.
- Das Bestücken eines Halogen-Scheinwerfers mit Gasentladungslampen (z. B. D2S, D2R) durch Retrofit-Sets ist unzulässig und führt zum Erlöschen der Betriebserlaubnis des Fahrzeugs und somit ebenso zum Verlust des Versicherungsschutzes.
- Aus den oben genannten Gründen ist ausschließlich die Nachrüstung von bauartgenehmigten Scheinwerfern zulässig, die nach ECE-Regelung 98 genehmigt wurden. Zusätzlich sind die oben aufgeführten „Vorschriften für den Einbau in Kraftfahrzeugen“ zu beachten. Die StVZO spielt bei Fahrzeugen, die nach EG zugelassen sind, keine maßgebliche Rolle, allerdings sind die im Anhang zur StVZO genannten Richtlinien maßgeblich.